# فیرفکس مورسبی
فیرفاکس مورسبی (انگلیسی: Fairfax Moresby؛ ۲۹ نوامبر ۱۷۸۶ – ۲۱ ژانویه ۱۸۷۷) افسر نیروی دریایی پادشاهی بریتانیااهل انگلستان بود. وی به عنوان یک افسر کم سن و سال در اعزامی ناموفق برای تصرف فرول در اسپانیا در طول جنگ‌های انقلاب فرانسه شرکت کرد. وی بعداً در محاصره برست، فرانسه در طول جنگ‌های ناپلئونی اقدام به عملیاتی کرد، و برای دفاع از مردم مالت در برابر دزدان دریایی به دریای اژه فرستاده شد. مردم سپاس‌گزار خدمات او بودند و به او شمشیر هدیه دادند. وی سپس به دریای آدریاتیک فرستاده شد و در آنجا یک تیپ دریایی را هدایت کرد که در زمان محاصره تریسته بود و در حمایت از نیروهای اتریشی آنها را پشتیبانی کرد. وی در ادامه به عنوان مأمور ارشد نیروی دریایی در دماغه امید نیک و سپس افسر ارشد در مورسبی شد. وی پیمان مورسبی را با سعید بن سلطان بن احمد منعقد کرد و محدوده تجارت برده محلی را محدود کرد؛ و به کشتی‌های جنگی انگلیسی حق جستجو و توقیف کشتی‌های محلی را داد. مورسبی پس از آن فرمانده ایستگاه اقیانوس آرام شد. مسئولیت اصلی او حفاظت از منافع تجاری بریتانیا در والپارایسو در صورت نا آرامی در میان مردم است.
او پدر دریاسالار جان مورسبی افسر نیروی دریایی انگلیس بود که سواحل پاپوآ گینه نو را کاوش کرد و نخستین اروپایی‌ای بود که در سال ۱۸۷۳ منطقه پورت مورزبی را کشف کرد. نام گذاری این منطقه بر اساس نام پدر وی دریاسالار سر فیرفکس مورسبی، پورت مورزبی (بندر مورسبی) انجام شد.

## نشان‌ها
همچنین وی برندهٔ جوایزی همچون نشان حمام شده‌است.